# Gareth D. Williams
Gareth David Williams ist ein US-amerikanischer Klassischer Philologe.

## Leben
Er erwarb am Trinity College (Cambridge) (1986–1990) den Doktortitel. Er lehrt seit 1992 an der Columbia University (Assistant Professor of Classics (1992–1997), Associate Professor (1997–2002), Professor seit 2002).
Seine Forschungsinteressen sind klassische lateinische Poesie, insbesondere Elegie, kaiserzeitliche lateinische Poesie, besonders silbernes Epos, Senecanische philosophische Prosa und Humanismus der Renaissance.

## Schriften (Auswahl)
- Banished voices. Readings in Ovid’s exile poetry. Cambridge 1994, ISBN 0-521-45136-1.
- The curse of exile. A study of Ovid’s Ibis. Cambridge 1996, ISBN 0-906014-18-2.
- The cosmic viewpoint. A study of Seneca’s Natural Questions. Oxford 2012, ISBN 0-19-973158-6.
- Pietro Bembo on Etna. The ascent of a Venetian humanist. New York City 2017, ISBN 978-0-19-027231-9.
- On Ovid’s Metamorphoses. Columbia University Press 2023, ISBN 978-0-23-120071-4.